# Lisa Carlehed
 Der er for få eller ingen kildehenvisninger i denne artikel, hvilket er et problem. Du kan hjælpe ved at angive troværdige kilder til de påstande, som fremføres i artiklen.

Lisa Carlehed (født 15. juli 1979 i Göteborg) er en svensk skuespiller og oversætter, datter af skuespilleren, regissøren og teaterpædagogen Ingemar Carlehed.
Carlehed begyndte som skuespiller allerede i en tidlig alder, hovedsagelig med dubbing af tegnefilm, blandt andet My Little Pony. 1998 producerede hun sammen med tre andre dokumentarfilmen "Kil by Night". Efter sprogstudier i Paris studerede hun ved The Method Acting Studio i London 1999 og tog en Bachelor of Acting Art fra GITIS Scandinavia i Århus i 2004.
Efter dette har Carlehed især arbejdet med film-, reklame- og teaterproduktion i Danmark og Tyskland, spillet med i de prisbelønnede kortfilm Genskabelsen og Peter og Lars (sidstnævnte deltog blandt andet i kortfilmskonkurrencen i Cannes 2009), men også stået på scenen i Sverige (blandt andet Stockholms stadsteater) og Norge.
Carlehed har ved siden af sit virke som skuespiller oversat Tennessee Williams' drama The Night of the Iguana fra engelsk til svensk (Leguanens natt, udgivet på Atrium Förlag 2006).

## Filmografi (udvalg)
- 1998 - Kil By Night (kortfilm)
- 2001 - Godots märke (kortfilm)
- 2002 - Beautiful Heidi (kortfilm)
- 2005 - Cinderella World (kortfilm)
- 2006 - Den længste vej (dokumentar)
- 2006 - 112 (musikvignet)
- 2006 - Genskabelsen (kortfilm)
- 2006 - Jetlag (kortfilm)
- 2007 - Manden og mågen (kortfilm)
- 2007 - Dag & Nat (kortfilm)
- 2008 - Bella Vera (kortfilm)
- 2008 - Peter og Lars (kortfilm)
- 2009 - Don’t you see me…/I’m still just right here (kortfilm)
- 2010 - Neel (kortfilm)
- 2010 - You are beautifull (kortfim)
- 2010 - Brainy (kortfilm)
- 2010 - Junk Love (kortfilm)
- 2011 - Die Geister die ich rief (kortfilm)
- 2011 - Regnbueaber (kunstfilm)
- 2012 - ”found himself in a walled garden on the top of a high mountain, and in the middle of it a tree with great birds on the branches, and fruit out of which, if you held a fruit to your ear, came the sound of fighting.”, (kunstfilm)[1]
- 2013 - Hotell (spillefilm)
- 2013 - Dem man elsker (kortfilm)
- 2013 - James Blake, Retrograde (musikvideo af Martin de Thurah)
- 2015 - I dine hænder (spillefilm)
- 2018- Til Vi Falder (spillefilm/drama)
- 2019 - Psychosia
- 2020 - De forbandede år
- 2022 - Dag & nat

## Eksterne links
- Officielt netsted Arkiveret 28. februar 2014 hos  Wayback Machine
- Lisa Carlehed på Internet Movie Database (engelsk)
- Lisa Carlehed på Filmdatabasen
- Lisa Carlehed på danskefilm.dk
- Lisa Carlehed på danskfilmogtv.dk
- Lisa Carlehed på Scope
- Lisa Carlehed på Svensk Filmdatabas (svensk)
- Lisa Carlehed på The Movie Database (engelsk)
- Lisa Carlehed på danskefilmstemmer.dk